# Pieris canidia
Pieris canidia is een vlindersoort uit de familie Pieridae (witjes) en de onderfamilie Pierinae.
De wetenschappelijke naam Pieris canidia werd in 1768 gepubliceerd door Linnaeus.